# 闘うライチョウ
闘う雷鳥（たたかうらいちょう、英: The Fighting Capercaillies）は、1886年にフィンランドの画家、フェルディナンド・フォン・ライトによって描かれた油彩の絵画。フェルディナンド・フォン・ライトの代表作とされ、フィンランドでは人気の高い絵画である。完成後すぐにフィンランド美術協会(Suomen Taideyhdistys)によって購入され、ヘルシンキのアテネウム美術館が所有している。

## 概要
フェルディナンド・フォン・ライト(1822-1906)は、博物画家として働いたマグヌス・フォン・ライト(Magnus von Wright: 1805–1868)とヴィルヘルム・フォン・ライト(Wilhelm von Wright: 1810–1887)という2人の兄たちと同様に、幼いころから鳥や動物を描いた。この作品を描いた時、画家は高齢になっていて、故郷のフィンランドの北サヴォ県のクオピオ近くの自邸で身体的障害を持ちながら創作を続けていた。
この作品はフィンランドの野鳥、メッツォ（metsot、日本語名:ヨーロッパオオライチョウ、学名：Tetrao urogallus）が争うさまを描いた作品で、その後、ソビエト連邦の侵攻に対して「冬戦争」を戦ったフィンランド国民に対して象徴的な意味を持つようになり、フィンランドで最も多く複製が作られた作品になり、パズルなどの日常品のデザインにも用いられた。